# Zona hostil
Zona hostil is een Spaanse film uit 2017, geregisseerd door Adolfo Martínez Pérez.

## Verhaal
In Afghanistan wachten twee gewonde soldaten totdat ze kunnen worden geëvacueerd. Kapitein Varela (Ariadna Gil), een militaire arts, komt te hulp in een helikopter van het Spaanse leger, maar tijdens de landing gaat het mis, en de helikopter is onbruikbaar. Commandant Ledesma stelt een risicovol plan voor om iedereen in veiligheid te brengen.

## Rolverdeling
| Acteur                | Personage           |
| --------------------- | ------------------- |
| Ariadna Gil           | Capitán Varela      |
| Raúl Merida           | Teniente Conte      |
| Roberto Álamo         | Capitán Torres      |
| Antonio Garrido       | Comandante Ledesma  |
| Ingrid García Jonsson | Cabo Sánchez        |
| Jacobo Dicenta        | Sargento 1º Aguilar |
| Ismael Martínez       | Cabo 1º Carranza    |
| Nasser Saleh          | Alférez Abda        |

## Ontvangst

### Prijzen en nominaties
Een selectie:
| Jaar | Evenement                       | Categorie               | Genomineerde                    | Resultaat   |
| ---- | ------------------------------- | ----------------------- | ------------------------------- | ----------- |
| 2018 | Premios Goya (32ste uitreiking) | Beste speciale effecten | Reyes Abades, Curro Muñoz       | Genomineerd |
| 2018 | Premios Goya (32ste uitreiking) | Beste origineel nummer  | Roque Baños ("Rap Zona hostil") | Genomineerd |